# رفض (عقارات)

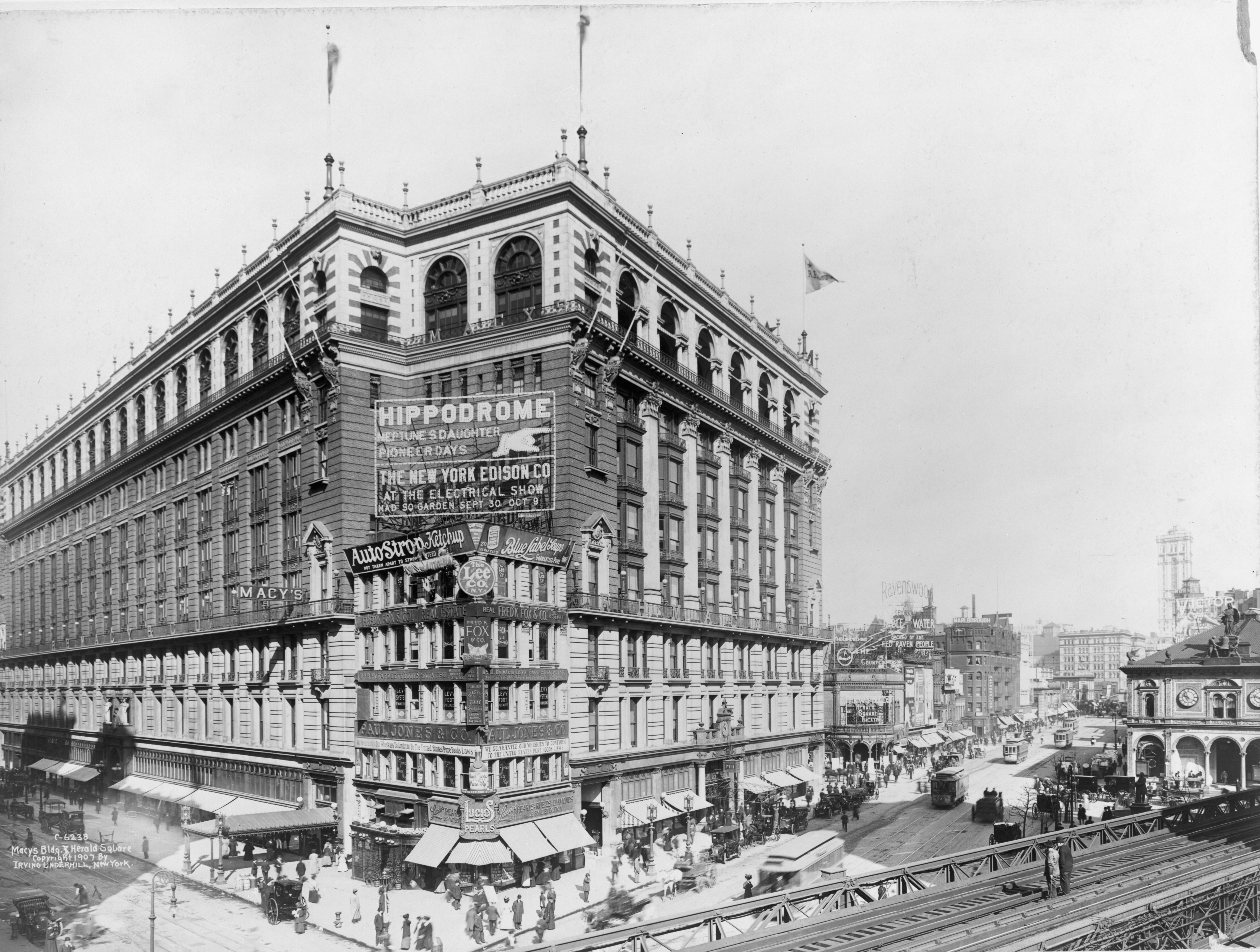
مبنى زاوية المليون دولار بميدان مايسيز هيرالد في مدينة نيويورك

الرفض هو ملكية لم تصبح جزءًا من تطوير عقاري أكبر إما لأن صاحبها رفض بيعها أو لأنه أراد أكثر مما أراد المتعهد دفعه. هناك العديد من الأمثلة على الرفوض العقارية في الولايات المتحدة والمملكة المتحدة وألمانيا والصين واليابان ودول أخرى.

## أمثلة

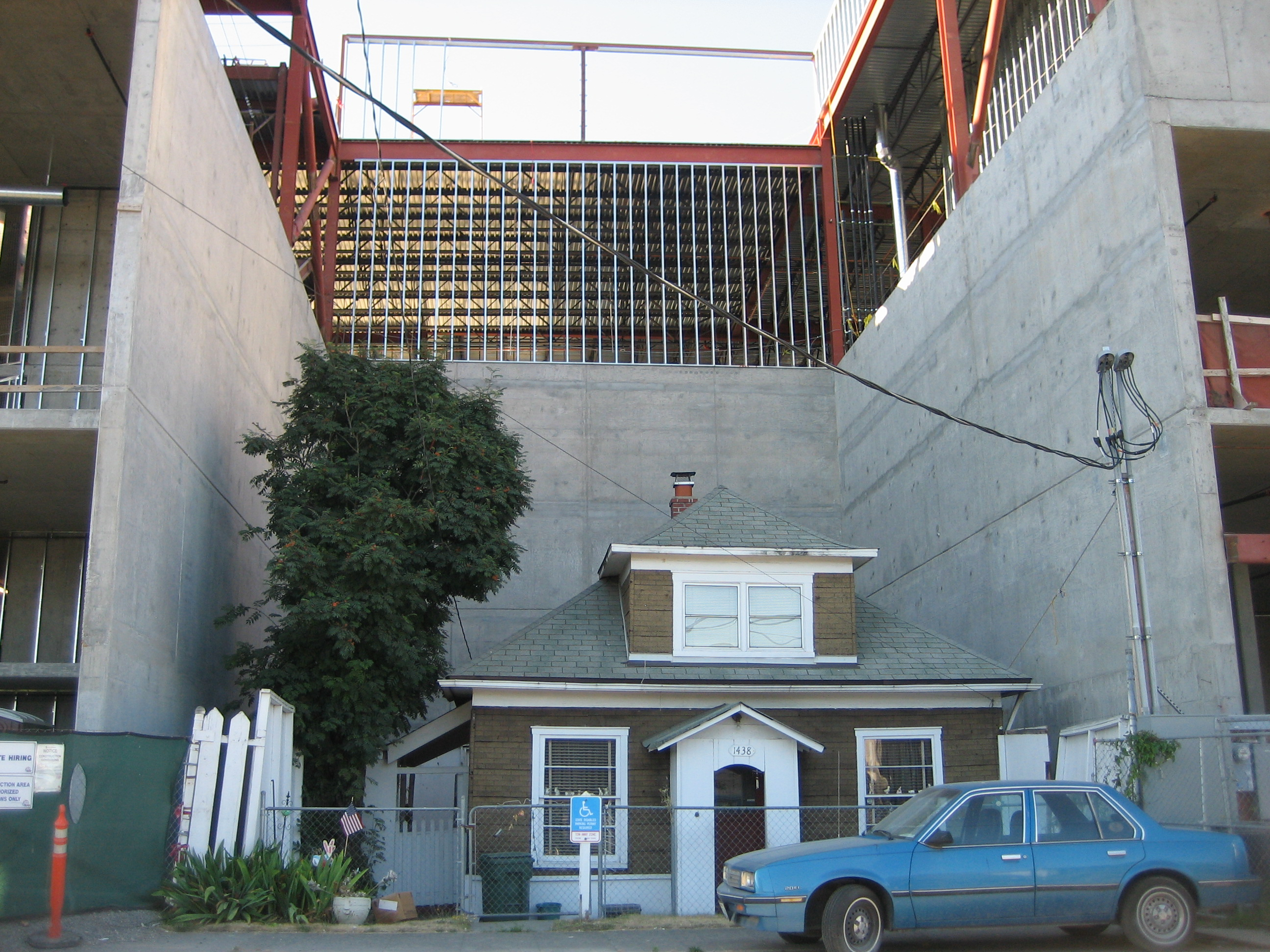
رفضت إيديث مايسفيلد بيع منزلها الواقع في 1438 شمال غرب شارع 46 سياتل، واشنطن 98107 للمطورين، لذلك تم البناء حوله.

لا تغطي سلسلة متاجر مايسيز الواقعة في ميدان مايسيز هيرالد في نيويورك، الكتلة بالكامل بسبب رفض عقاري يُدعى «زاوية المليون دولار» على تقاطع طرق برودواي وويست شارع 34 (في ميدان هيرالد). بتصميمه الشبيه بكيس التسوّق، حظي المبنى باسمه لبيعه عام 1911 بمبلغ مليون دولار، وهو مبلغ غير مسبوق في ذلك الوقت.
يقع على بعد ميل واحد (1.6 كيلومتر) شمال ميدان مايسيز هيرالد مبنى 30 روكفلر بلازا، والذي لديه نكسات طفيفة في زاويتيه على شارعي 49 و50 ضمن الجادة السادسة نتيجة لمبنيين في تلك التقاطعات. يُدعى مالك 1258 الجادة السادسة جون ماكسويل، حفيد المالك الأصلي، والذي صرّح برفضه بيع العقار لجون دافيسون روكفلر الابن خلال تشييد مركز روكفلر. بينما نجح روكفلر في شراء العقار 1240 ضمن الجادة السادسة، رفض المستأجرون دانيل هرلي وباتريك دالي، اللذين امتلكا حانة في الشارع 49 ووقعا عقد إيجار طويل الأمد إخلاء المكان إلا إذا اشتُري بالمبلغ الذي أرادوه وهو 250 مليون دولار (ما يعادل 4.2 مليار دولار في عام 2020).
في منطقة وايت تشابل على الطرف الشرقي من لندن، عارض الأخوة شبيغلتر تشييد متجر ويكامز في عام 1927، على الجانب الشمالي لطريق مايل إند، والذين أدارو متاجر مجوهرات في 81. اكتمل بناء المتجر حول محل المجوهرات.
في هيوستن بولاية تكساس، اعترض تشييد شارع لويزيانا 700 خلال بدايات القرن الماضي معضلة تتمحور حول رفضٍ واحد. في موقع البناء الذين يحيط به كل من شارع لويزيانا وشارع كابيتول وشارع راسك وشارع سميث، وقف مركز اتصالات لشركة ويسترن يونيون على تقاطع كل من طريقي كابيتون ولويزيانا. نظرًا لعدم رغبة شركة ويسترن يونيون في الانتقال إلى مكان جديد نظرًا لأن إعادة توجيه معدّات الاتصالات كان غير ممكن من الناحية المادية، تفاوضت شركة هاينز انترستس لتعهد البناء مع قاطني بناء ويسترن يونيون حول إحاطة كاملة لمبنى ويسترن يونيون في قبو ضمن الواجهة الحديثة لشارع 700 لويزيانا، سامحة للمنشأة متابعة عملها على الموقع ضمن ناطحة السحاب المؤلفة من 12 طابقًا المجاورة لردهة البنك. بعد إغلاقه في وقت لاحق، أُعيد بناء بقايا مبنى ويسترن يونيون ودُمج مع شارع 700 لويزيانا عام 2018.
لقيت توسعة مدرج الإقلاع والهبوط التابع لمطار ناريتا الدولي في اليابان خلال أوائل القرن الماضي احتجاجات محلية واسعة؛ في أحد الأمثلة، رفضت العائلات الانتقال من المكان على الرغم من بدء مشاريع بناء المدرج من حولهم.

## قانون الملكية
في الولايات المتحدة، تعتبر الملكية الخاصة محمية من المصادرة دون «تعويض عادل» بموجب التعديل الخامس لدستور الولايات المتحدة. تحت مفهوم حق الملكية، يحق للوكالات المحلية والوطنية حيازة الممتلكات الخاصة لأسباب تضمن المصلحة العامة، لكن عليها تقديم مبلغ تعويضي يعادل قيمة الملكية. تمتلك كل من المملكة المتحدة ونيوزيلندا وجمهورية إيرلندا عملية مشابهة تدعى «الشراء الإلزامي»، كما توجد قوانين نظيرة في أستراليا وجنوب أفريقيا. في مدينة كيلو في، نيو لندن، قررت المحكمة العليا للولايات المتحدة بأن للحكومة الحق في أخذ قطعة الأرض من جهة خاصة لأي سبب كان، بما فيه تقديمها لمتعهدين خاصين. لم يحظَ القرار بتأييد واسع، كما دفع عددًا من الولايات إلى إصدار قوانين تحرّم هذا الفعل، وتقيد المصادرة الإلزامية لمشاريع الأعمال العامة. إلا أن هذا التصرف شائع في ولايات أخرى. بدأت الجهود عامّة بعرض المجموعة الخاصة أو الوكالة الحكومية لشراء الأرض، ولا تتحول إلى مسألة حق امتلاك إلا في حال عدم قدرة الأطراف التفاوض على سعر شراء.
عندما تحدث مصادرة للملكية، غالبًا ما تجري نزاعات حول قيمة الملكية، وما إذا كان من الواجب التعويض الكامل لصاحب الأرض على قيمة الرفض. مثال تاريخي حول منزل مسماري (هو المنزل الذي يرفض صاحبه الانتقال منه على الرغم من المبالغ الكبيرة التي تُعرض عليه من أجل استكمال تعهد عقاري) في سان فرانسيسكو نتج عنه بناء أحد مستثمري السكك الحديدية، تشارلز كروكر، سياج نكاية حول المنزل الذي امتلكه المتعهد نيكولاس يونغ في أواخر سبعينيات القرن التاسع عشر، بعد رفض يونغ بيع عقاره الصغير لكروكر، والذي كان يدمج عددًا من الممتلكات لبناء قصر. أحد الأمثلة المعاصرة الأخرى هي إديث مكفيلد، التي رفضت بيع منزلها في سياتل لمتعهد، وراندال أكر الذي تحدى قوة حق الامتلاك في بورتلاند بولاية أوريغون.
أقرت جمهورية الصين الشعبية قانونها المعاصر الأول المتعلق بالملكية الخاصة في شهر مارس من عام 2007 وسط فقاعة العقارات الصينية.